# Комісія допомоги українському студентству
Комісія допомоги українському студентству (КоДУС) — заснована 26 листопада 1940 р. за допомогою проф. Володимира Кубійовича в Кракові. Основна мета організації — матеріальна допомога українським студентам. У 1942 р. Управа КоДУСу переїхала до Львова, у жовтні 1944 р. — до Відня (Австрія). 21 серпня 1945 р. проф. Зенон Кузеля з колегами відновив діяльність КоДУСу в Фюрті (поблизу Нюрнберга). 1 червня 1951 р. Управа КоДУСу переїхала до Сарселя (Франція), а невдовзі до Мюнхена (Німеччина).
22 липня 2012 р. на загальних зборах вирішено припинити діяльність організації через відсутність пожертв.
Про діяльність організації видано монографії «Історія КоДУСу» (Київ, 2008).
Архів КоДУСу передано до Центрального державного архіву громадських об'єднань України.